# ظلة

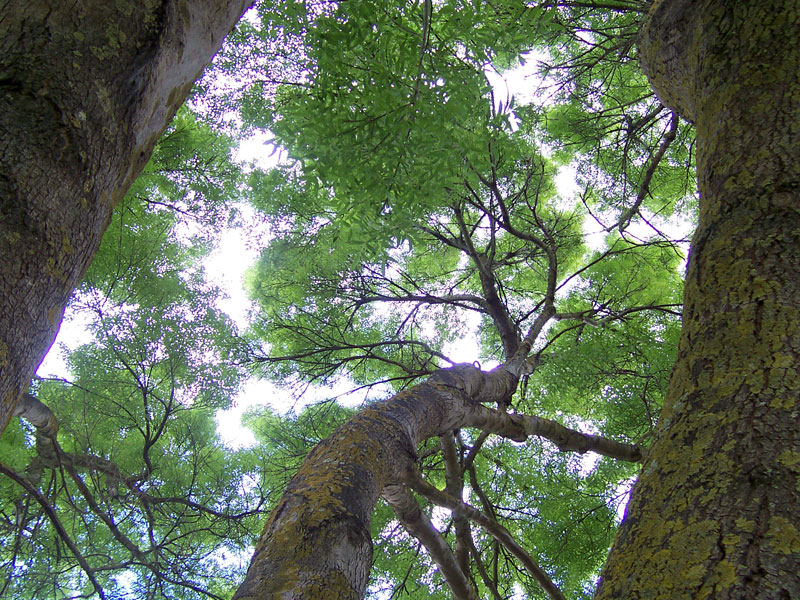
ظلة الغابات

الظُّلَّة (بالإنجليزية: Canopy)‏ في علم البيئة وعلم النبات وعلم الغابات، والزراعة جزءٌ من مجتمع النبات أو المحاصيل التي شكلت من قبل رؤوس النباتات وهذا الجزء لا يمس الأرض.
بالنسبة لعلم الغابات يشير أيضا هذا المصطلح إلى الطبقة العليا من الغابات أو منطقة الموائل التي شكلت من تاج الشجرة العملاقة وغيرها من الأحياء بما فيها النباتات العالقة والمتسلقة والحيوانات الشجرية، الخ
ويستخدم هذا المصطلح أحيانا للإشارة إلى امتداد الطبقة الخارجية من الشجرة أو مجموعة الأشجار الظلية الكثيفة. وعادة ما تمتلك الاشجار الظلية ظلة كثيفة تحجب الضوء عن النباتات التي تنمو في القسم السفلي من التربة.